# Trent Kelly

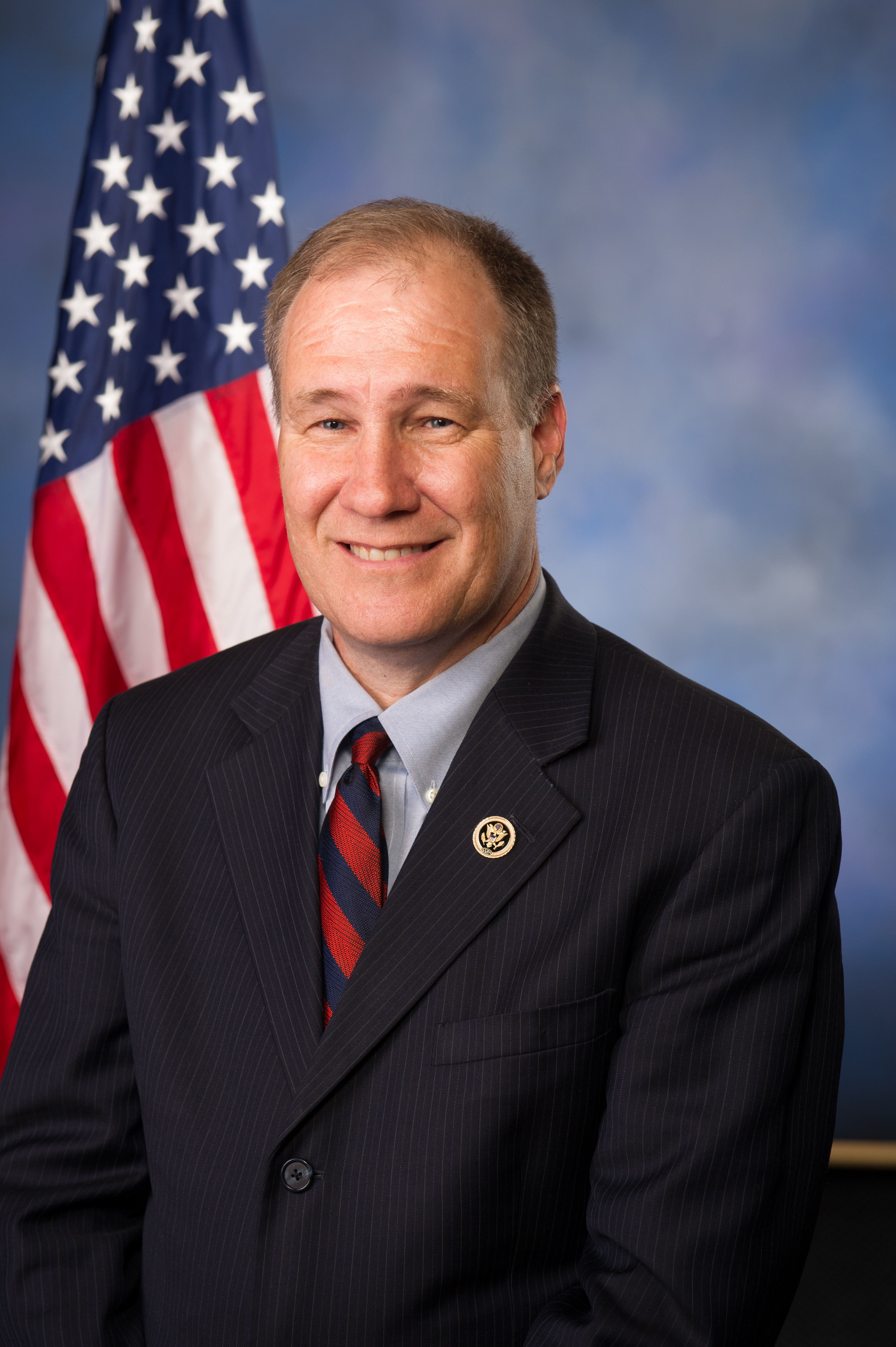
Trent Kelly (2015)

John Trent Kelly (* 1. März 1966 in Union, Mississippi) ist ein US-amerikanischer Politiker. Seit dem 2. Juni 2015 vertritt er den Bundesstaat Mississippi im US-Repräsentantenhaus.

## Werdegang
Trent Kelly besuchte nach dem Schulabschluss die University of Mississippi in Oxford, an der er zunächst den Bachelor of Arts und später den Juris Doctor erwarb. Anschließend absolvierte er das United States Army War College in Carlisle, das er mit dem Master in Strategischen Studien verließ. Danach betätigte er sich ab 1995 zunächst als privater Rechtsanwalt, ehe er 1999 städtischer Ankläger in Tupelo wurde. Diese Position hatte er bis 2011 inne.
In den 1980er-Jahren trat Kelly der Army National Guard von Mississippi als Ingenieur bei. Er brachte es bis zum Colonel. 1990 nahm er mit seiner Einheit am Zweiten Golfkrieg teil. Er wurde 2005 während des Irakkrieges erneut eingesetzt, wobei er den Rang eines Majors bekleidete und als Einsatzoffizier des 150. Ingenieurbataillons fungierte. Zwischen 2009 und 2010 war er als Bataillonskommandeur wiederum im Irak tätig. Für seine militärischen Leistungen wurde er unter anderem mit dem Bronze Star ausgezeichnet. 2018 wurde er zum Brigadier ernannt.
Nach seiner Rückkehr aus dem Irak gewann Kelly die Wahl zum Bezirksstaatsanwalt für den ersten Gerichtskreis von Mississippi, der die Countys Lee, Pontotoc, Alcorn, Monroe, Itawamba, Prentiss und Tishomingo umfasst. Er trat diesen Posten im Jahr 2012 an.
Am 6. Februar 2015 verstarb Alan Nunnelee, der republikanische Abgeordnete für den ersten Kongresswahlbezirk Mississippis im Repräsentantenhaus der Vereinigten Staaten. Um seine Nachfolge bewarben sich einschließlich Kelly zwölf republikanische Kandidaten, die bei der offenen Primary am 12. Mai 2015 gegen den einzigen demokratischen Bewerber, Walter Zinn, antraten. Zinn erhielt mit einem Anteil von 17,3 Prozent die meisten Stimmen, Platz zwei belegte Kelly mit 16,3 Prozent vor Mike Tagert (12,7). Damit erreichten Zinn und Kelly die Stichwahl am 2. Juni 2015, in der sich der Republikaner mit 70:30 Prozent deutlich durchsetzte. Den Amtseid nahm ihm John Boehner, der Sprecher des Repräsentantenhauses, sieben Tage später ab. Da er im Jahr 2016 in seinem Amt bestätigt wurde, gehörte er auch dem am 3. Januar 2017 zusammentretenden 115. Kongress der Vereinigten Staaten an. Bei den Wahlen 2018 bis 2024 konnte er seinen Sitz erneut verteidigen. Seine aktuelle Legislaturperiode im Repräsentantenhaus des 119. Kongresses läuft bis zum 3. Januar 2027.
Trent Kelly lebt mit seiner Familie in Saltillo. Er ist verheiratet und Vater von drei Kindern.